# گکوهای ریزه
گکوهای ریزه (نام علمی: Gonatodes) نام یک سرده از خانواده گردانگشتان است.